# Sihoun (Burkina Faso)
Pour les articles homonymes, voir Sihoun.
Sihoun est une commune située dans le département de Zabré de la province de Boulgou dans la région du Centre-Est au Burkina Faso.